# Tommy Grupe
Tommy Grupe (* 29. März 1992 in Rostock) ist ein ehemaliger deutscher Fußballspieler, der als rechtsfüßiger Defensivspieler sowohl in der Innenverteidigung als auch auf der Sechserposition eingesetzt werden kann. In seiner bisherigen Laufbahn spielte Grupe, der auch 18-fach für die Jugendnationalmannschaften des DFB auflief, für Hansa Rostock, Preußen Münster und den VfB Lübeck insbesondere in der 3. Liga.

## Karriere

### Jugendzeit in Mecklenburg
In Rostock geboren, begann Grupe seine fußballerische Laufbahn im Umland seiner Geburtsstadt, wo er sich 1997 zunächst dem FSV aus Kritzmow anschloss. Bereits 1999 wechselte Grupe noch als F-Jugendlicher zu Hansa Rostock, dessen Jugendmannschaften er in den folgenden zwölf Jahren durchlaufen sollte.
Dabei machte Grupe ab der C-Jugend auch den Deutschen Fußball-Bund auf sich aufmerksam, so dass er unter anderem im September 2006 zu einzelnen Lehrgängen der U-15-Nationalmannschaft eingeladen wurde. Am 20. April 2007 gab Grupe schließlich sein Debüt für die Auswahl im Spiel gegen die Schweiz vor 12.000 Zuschauern und wurde von Trainer Bernd Stöber auch im zweiten und gleichzeitig letzten U-15-Spiel dieses Jahrgangs gegen Polen eingesetzt. Im folgenden Jahr etablierte sich Grupe auch in der U-16-Auswahl Deutschlands als Stammspieler, sodass er zwischen September 2007 und Mai 2008 in insgesamt elf von dreizehn möglichen Spielen auflief und dabei ein Tor erzielte. Im letzten dieser Spiele bildete Grupe zudem mit seinem Rostocker Mannschaftskameraden Pelle Jensen die Innenverteidigung der deutschen Mannschaft.
Bei Hansa war Grupe unterdessen bereits im Oktober 2006 in die von Roland Kroos betreute B-Jugend-Mannschaft aufgerückt und hatte in der U-17-Regionalliga zur Qualifikation der Mannschaft zur im Sommer 2007 neugeschaffenen B-Junioren-Bundesliga beigetragen. In dieser erzielte Grupe, nun auch altergemäß der B-Jugend zugehörig, in der Premieren-Spielzeit 2007/08 sieben Tore in insgesamt 26 Einsätzen und hatte so maßgeblichen Anteil am in dieser Saison erreichten fünften Rang der Abschlusstabelle. In der Folgesaison 2008/09, in der er zudem Kapitän seiner Mannschaft war, lief Grupe noch 21‑fach für Hansa in der B-Junioren-Bundesliga auf, wobei er mit elf Toren bester Torschütze seiner Mannschaft wurde, die zum Saisonende den vierten Rang belegte. Durch seine Leistungen für Rostocks U-17 hatte sich Grupe aber auch für den nächsthöheren Jahrgang der Hanseaten empfehlen können, für den er noch in der Spielzeit 2008/09 der A-Junioren-Bundesliga neun Einsätze absolvierte.
In den Jugendmannschaften des DFB war Grupe dagegen nur noch sporadisch zum Einsatz gekommen, so dass er für die von Marco Pezzaiuoli trainierte U-17-Auswahl lediglich drei Spiele absolvierte und für die im Frühsommer 2009 in Deutschland stattfindende Europameisterschaft schließlich nicht mehr berücksichtigt wurde. Im Juli 2009 absolvierte Grupe daraufhin noch zwei Einsätze für die U-18-Auswahl, bevor seine Nationalmannschaftskarriere nachfolgend endete.
Inzwischen gehörte Grupe bei Hansa auch altergemäß der von Michael Hartmann betreuten U-19 an. Mit 18 absolvierten Einsätzen in der U-19-Bundesliga 2009/10 erreichte er mit der Mannschaft die Endrunde um die Deutsche Jugendmeisterschaft, in der Grupe verletzungsbedingt erst im zweiten Halbfinalspiel gegen den 1. FSV Mainz 05 eingesetzt werden konnte. Im Finale gegen Bayer 04 Leverkusen lief Grupe dann erneut für Rostock auf, wobei Hansa durch einen 1:0‑Sieg erstmals deutscher A-Jugend-Meister wurde. In der Folgesaison 2010/11 vermochte die nun von Roland Kroos betreute Mannschaft aber nicht mehr an diesen Erfolg anzuknüpfen, so dass Grupe mit drei Toren in 17 Einsätzen während der Saison lediglich zum fünften Platz der Abschlusstabelle beitragen konnte. Im DFB-Juniorenpokal erreichte die Mannschaft dagegen das Finale 2010/11, welches gegen den SC Freiburg erst im Elfmeterschießen verloren ging.

### Grupe in Rostock und Münster
Im Sommer 2011 wurde Grupe, der nun den Jugendmannschaften entwachsen war, zunächst in die Zweitvertretung Rostocks im Herrenbereich übernommen. Mit der von Axel Rietentiet trainierten Mannschaft spielte er daraufhin in der Spielzeit 2011/12 der fünftklassigen Oberliga Nordost.
Als im Frühjahr 2012 nur wenige Abwehrspieler der Profimannschaft für das Zweitligaspiel gegen Energie Cottbus zur Verfügung standen, wurde Grupe von Trainer Wolfgang Wolf am 10. April 2012 erstmals in der 2. Bundesliga eingesetzt. Dies sollte jedoch sein einziger Einsatz in der Zweitligasaison 2011/12 bleiben. Bis zum Saisonende erreichte Grupe daraufhin zwar mit der Reservemannschaft sportlich den Aufstieg in die Regionalliga; da die Profimannschaft letztlich aber aus der 2. Bundesliga in die 3. Liga abstieg, verlor die Reservemannschaft doch noch das Recht zum Aufstieg. Ein Angebot zur Verlängerung seines auslaufenden Vertrages mit Hansa lehnte Grupe daraufhin ab.
Im SC Preußen Münster fand Grupe einen neuen Arbeitgeber, mit dem er im Mai 2012 einen zunächst bis 2014 befristeten Vertrag unterzeichnete. Mit Münster trat Grupe in der Spielzeit 2012/13 unter Trainer Pavel Dotchev ebenso wie bei Hansa in der 3. Liga an, wurde in dieser aber lediglich am 16. Spieltag per Einwechslung in den Schlussminuten eingesetzt. Hinzu kamen drei Einsätze für Münsters Reservemannschaft in der sechstklassigen Westfalenliga, in denen er insgesamt zwei Tore erzielte. Daraufhin löste Grupe seinen Vertrag bei den Preußen im Dezember 2012 auf und kehrte zu Hansa zurück, der nun seinerseits einen bis 2014 datierten Vertrag mit Grupe einging. Für Hansa absolvierte Grupe nachfolgend zwölf Einsätze in der 3. Liga, konnte mit der von Marc Fascher trainierten Mannschaft aber erst am vorletzten Spieltag den Klassenerhalt erreichen.
In der Folgesaison kam er unter Trainer Andreas Bergmann zu 27 Ligaspieleinsätze und erzielte hierbei drei Tore für die Kogge. Bereits im März 2014 verlängerten Hansa Rostock und Grupe den Kontrakt um weitere zwei Jahre bis 30. Juni 2016. Unmittelbar nach der Vertragsverlängerung verletzte sich Grupe im Training schwer und musste einen Kreuzband- und Innenmeniskusriss hinnehmen. Erst am 14. März 2015 kam Grupe beim Auswärtsspiel in Bielefeld (2:3) wieder zu seinem nächsten Drittligaeinsatz, nachdem er zuvor in der zweiten Mannschaft auflief. Grupe absolvierte auch zwei Spiele im Landespokal 2014/15, den er letztlich mit Hansa im Finale gegen die TSG Neustrelitz (1:0) auch gewann.
In Saison 2015/16 kam Grupe zunächst auf fünf Einsätze im Ligabetrieb, spielte im DFB-Pokal gegen den 1. FC Kaiserslautern (4:5 n. E.), ehe er aufgrund eines erneuten Kreuzbandrisses wiederum eine längere Auszeit hinnehmen musste. Im laufenden Ligaspielbetrieb kam Grupe erst wieder ab den 37. Spieltag zum Einsatz. Ohne eingesetzt zu werden, war er im Landespokalfinale gegen den FC Schönberg 95 (4:3 n. E.) im Kader der Kogge. Im Juni 2016 verlängerte Grupe seinen Kontrakt beim Hansa um ein weiteres Jahr. Grupe brachte es in Saison 2016/17 auf vierundzwanzig Drittligaeinsätze, in denen er  drei Tore erzielte. Bereits nach seinem sechzehnten Einsatz verlängerte sich sein Vertrag in Rostock automatisch um wiederum ein weiteres Jahr. Eine erneute Verletzung beendete für Grupe die Saison 2016/17 ab dem 30. Spieltag. Zu seinem nächsten Einsatz kam Grupe am 13. Spieltag der Drittligasaison Saison 2017/18 während der Partie gegen den VfL Osnabrück (2:0). Tommy Grupe wurde in der 85. Minute für Amaury Bischoff eingewechselt. Sein Trainer Pavel Dotchev setzte Grupe auch im weiteren Verlauf der Saison zumeist als Einwechselspieler ein. Im April 2018 verkündete sein Arbeitgeber Hansa Rostock die Trennung vom Eigengewächs Grupe zum Ende der Saison. Den letzten Einsatz an Bord der Kogge hatte er am 21. Mai 2018 im Landespokalfinale gegen den FC Mecklenburg Schwerin (2:1). Somit endete seine aktive Zeit bei Hansa Rostock mit einem Titelgewinn.

### VfB Lübeck
Gruppe wechselte zur Saison 2018/19 in die Regionalliga Nord zum VfB Lübeck. Unter dem Cheftrainer Rolf Martin Landerl gehörte er zum Stammpersonal und absolvierte 33 Ligaspiele (alle von Beginn), in denen er 7 Tore erzielte. Die Saison 2019/20 wurde aufgrund der COVID-19-Pandemie im März unterbrochen. Zu diesem Zeitpunkt stand der VfB Lübeck nach 25 Spielen auf dem 1. Platz und lediglich Weiche Flensburg hatte noch weniger Gegentore hinnehmen müssen, allerdings auch nur 23 Partien absolviert. Grupe war bis dahin in allen Spielen in der Startelf zum Einsatz gekommen und hatte 6 Tore erzielt. Nach dem Abbruch der Saison wurde der VfB Lübeck zum Meister und Aufsteiger in die 3. Liga erklärt, da die Nord-Staffel in diesem Jahr den Direktaufsteiger stellte. Bereits vor Saisonbeginn wurde der Defensivspieler als Nachfolger von Daniel Halke, der den Verein verlassen hatte, zum neuen Spielführer bestimmt. Grupe absolvierte 33 Drittligaspiele, stand stets in der Startelf und erzielte ein Tor. Jedoch stieg der VfB Lübeck als Vorletzter wieder in die Regionalliga Nord ab. Kurz nach dem Beginn der Saison 2021/22 verlängerte der Innenverteidiger seinen Vertrag bis zum 30. Juni 2024. In der Saison 2022/23 gelang die Rückkehr in die 3. Liga. Nachdem man in der Saison 2023/24, in der er nochmals 20 Ligaspiele für die Lübecker bestritt, direkt wieder abgestiegen war, verkündete er sein Karriereende aus gesundheitlichen Gründen.

## Erfolge
F.C. Hansa Rostock
- Deutscher A-Junioren-Meister: 2010
- Landespokalsieger Mecklenburg-Vorpommern 2015, 2016, 2017 und 2018

VfB Lübeck
- Meister der Regionalliga Nord und Aufstieg in die 3. Liga: 2020, 2023
- Landespokalsieger Schleswig-Holstein: 2019, 2022, 2023